# 1. FC Union Berlin
1. Fußballclub Union Berlin e. V. är en  tysk fotbollsklubb från Berlin. Klubben spelar sina hemmamatcher på Stadion An der Alten Försterei i stadsdelen Köpenick.
1. FC Union Berlin har stor kultstatus i Berlin och har trots spel i lägre divisioner en stor supporterkrets.[källa behövs] Föreningen skapades i sin nuvarande form 1966 men har en lång historia innan dess som sträcker sig tillbaka till 1906. 1968 vann man sin hittills enda stora titel under namnet 1. FC Union. 2001 nådde man sensationellt finalen i den tyska cupen och spel i UEFA-cupen. 
En klassisk slogan för klubben är "Und Niemals Vergessen Eisern Union".

## Historia

### Oberschöneweide
Den första föregångaren till dagens 1. FC Union Berlin var FC Olympia Oberschöneweide som grundades 1906 genom att flera mindre föreningar gick ihop i Oberschöneweide i utanför Berlin. Under en period ingick man som en del i BTuFC Union 1892 som blivit tyska mästare 1905. När laget valde att stå på egna ben 1909 tog man med sig namnet Union och blev SC Union Oberschöneweide. Vid denna tid hade man blått och vitt som klubbfärger. 
1914 spelade man för första gången i den regionala högstadivisionen i Berlin och Brandenburg och blev 1917 vicemästare. De kommande åren gjorde oroligheterna i staden Berlin och första världskriget att man hade svårt att spela matcher. Många spelare kallades in till krigstjänstgöring och ett stort antal stupade. 1920 flyttade man till Sportanlage Sadowa som senare blev Stadion An der Alten Försterei, där man än idag hör hemma.
1920 blev SC Union Oberschöneweide för första gången mästare i Berlin och var därmed kvalificerade för det tyska mästerskapet. Man nådde kvartsfinalen men åkte ut mot Breslauer Sportfreunde (2-3). Tre år senare blev man återigen mästare i Berlin och nådde final i tyska mästerskapet efter segrar mot Arminia Bielefeld och SpVgg Fürth. I finalen på Grunewaldstadion i Berlin förlorade SC Union Oberschönewöeide mot Hamburger SV med 0-3 inför 64 000 åskådare. Efter dessa framgångar tappade man alltmer mot Berlinklubbarna Hertha BSC och Tennis Borussia Berlin.

### 1. FC Union bildas

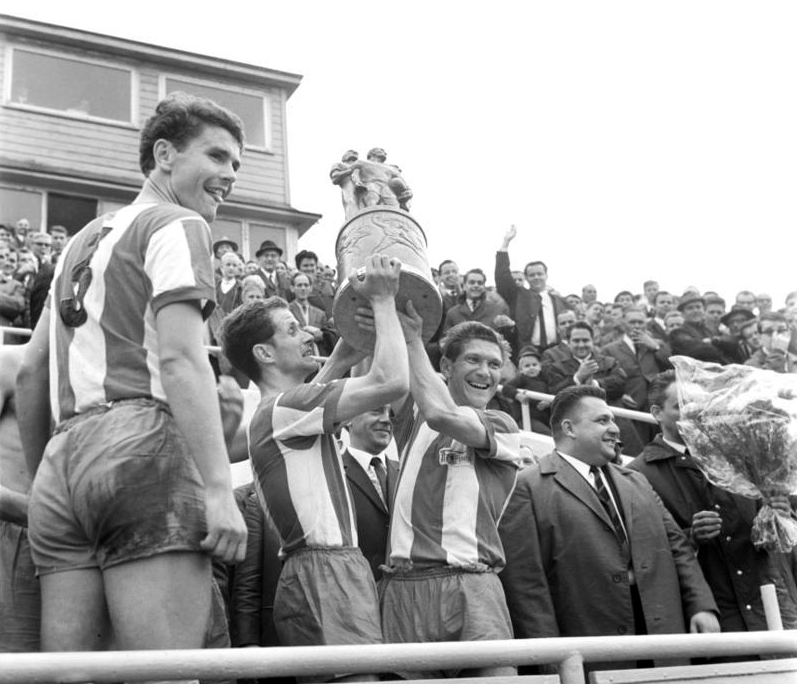
Unionspelare firar den legendariska segern i östtyska cupen 1968.

Dagens 1. FC Union Berlin bildades 1966 i samband med att det genomfördes en idrottspolitisk kursändring i DDR. Reformen innebar att man skulle skapa "prestationscentrum" i varje distrikt i DDR i form av renodlade fotbollsklubbar. De nya fotbollsklubbarna fick prefixet FC. I Östberlin innebar det att BFC Dynamo och FC Vorwärts Berlin bildades - och 1. FC Union Berlin. 1. FC Union Berlin bildades från fotbollssektionen i sportklubben TSC Berlin. 1. FC Union Berlin var en civil klubb till skillnad från BFC Dynamo, som tillhörde polisens- och säkerhetstjänstens idrottsorganisation SV Dynamo, och FC Vorwärts Berlin, som tillhörde arméns idrottsorganisation ASV Vorwärts. 
Det var det statligt kontrollerade östtyska fackförbundet FDGB:s ordförande Herbert Warnke som hade krävt att det skulle skapas en civil klubb för den arbetande befolkningen i Östberlin. Herbert Warnke var en mäktig politiker och medlem i Socialistiska enhetspartiets (SED) politbyrå.  1. FC Union Berlin grundades i ett av de största industriella centrumen i Östyskland.
Klubben kom inledningsvis att stöttas av FDGB. Stödet från FDGB upphörde dock efter att Herbert Warnke ersattes som ordförande för FDGB av Harry Tisch. Harry Tisch hade börjat sin politiska bana i Rostock och valde så småningom att istället att stödja FC Hansa Rostock. Klubbens huvudsakliga sponsorer skulle därefter komma att vara olika lokala statliga företag, såsom VEB Kabelwerk Oberspree (KWO) och VEB Transformatorenwerk Oberschöneweide (TRO). Efter att Herbert Warnke hade gått bort år 1975 hade Union Berlin heller inte längre något stöd i den absoluta toppen av den politiska hierarkin, till skillnad från flera andra av de särskilda fotbollsklubbarna. Klubben fick förlita sig på stöd av distriktsledningen för SED i Östberlin.
Klubbens hittills största seger inträffade år 1968 då man vann den östtyska cupen, FDGB-Pokal. I finalen slog Union favorittippade FC Carl Zeiss Jena. I laget fanns legendariska DDR-spelare som Günter "Jimmy" Hoge och Reinhard ”Mäcki” Lauck. 1973 åkte man ur förstaserien och hamnade i andradivisionen DDR-Liga. Där tog man hem serien två gånger i rad men tog sig inte upp i förstaserien då man misslyckades i kvalserien som följde. 
1976 kunde äntligen 1. FC Union Berlin ta sig tillbaka i den östtyska förstadivisionen. Säsongen inleddes när man inför 45 000 åskådare på Stadion der Weltjugend besegrade rivalen BFC Dynamo med 1-0. 1. FC Union Berlin vann även returmötet med samma siffror. 1. FC Union Berlin klarade sig kvar i serien men segrarna mot BFC Dynamo cementerade klubbens image som kultförening och publikmagnet under 1970-talet. Följande säsonger hade klubben näst flest åskådare i DDR efter SG Dynamo Dresden, trots att man kämpade för att inte åka ur serien. Klubben sägs ha varit en samlingsplats oppositionella i Östtyskland och kom att bevakas speciellt av myndigheterna. När det blev frisparkar sägs att supportrarna till 1. FC Union Berlin ofta ska ha ropat "Muren måste bort", syftandes på Berlinmuren. Vissa källor menar dock att detta delvis är en myt och överdrivet.
Bilden av 1. FC Union Berlin som en samlingsplats för oppositionella är dock inte enhällig. 1. FC Union Berlin var en del av det idrottspolitiska systemet i Östtyskland, även som civil klubb. Klubben grundades som en av de särskilt privilegierade fotbollsklubbarna, som bland annat hade rätt att värva spelare inom tilldelade egna  upptagningsområden. De viktigaste positionerna i klubben innehades exklusivt av direktörer för statliga företag eller representanter för det statsbärande kommunistpartiet SED. Klubben var statligt finansierad och alla beslut i klubben rapporterades till den östtyska centralorganisationen för idrott DSTB. DTSB stod i sin tur under direkt kontroll av SED:s centralkommitté. Både Herbert Warnke och Hans Modrow var sponsormedlemmar i klubben. Hans Modrow hade organiserat grundandet av klubben, som förstesekreterare för SED i distriktet Köpenick.
Supportrar till 1. FC Union Berlin från den östtyska eran medger att det är en överdrift att kalla klubben för en "motståndsklubb". Hedersordföranden i 1. FC Union Berlin Günter Mielis sade: "Union var inte en klubb av motståndskämpar, men vi var alltid tvungna att kämpa mot mycket politiskt och ekonomiskt motstånd. Vi fick styrka från våra fans". Det fanns inga politiska grupper bland supportrarna till 1. FC Union Berlin. De flesta supportrar var vanliga fotbollssupportrar. En supporter till 1. FC Union Berlin från den östtyska eran sade: "Unions fans bidrog inte ens med de bästa avsikterna till att störta Östtyskland. Inte på något sätt. Vi var intresserade av fotboll. Det finns en kliché om klubben för statsfienderna. Men det var inte vi". Provokationer var en del av fotbollen i Östtyskland. Även supportrarna till BFC Dynamo kom att bevakas speciellt av myndigheterna under 1980-talet. För många supportrar till 1. FC Union Berlin är bilden av 1. FC Union Berlin som en klubb för dissidenter till stor del en legend som uppstod efter Die Wende. Supportrar till 1. FC Union Berlin från den östtyska eran berättar att deras stöd till klubben inte hade något med politik att göra. Klubben var det viktigaste och deras identifiering med 1. FC Union Berlin hade främst med Köpenick att göra. Supportrar till 1. FC Union Berlin betraktade sin klubb som den evige underdogen som var djupt rotad i arbetarklassen.
1980 åkte man ur förstaserien. 1986 nådde man för andra gången final i östtyska cupen efter segrar mot storlag som 1. FC Magdeburg och SG Dynamo Dresden. I finalen förlorade man dock klart mot 1. FC Lokomotive Leipzig.

### Efter murens fall

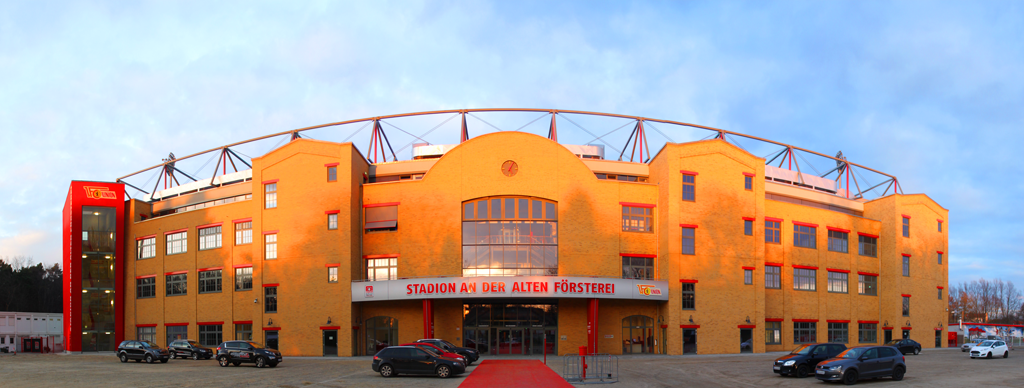
Stadion an der alten Försterei i Köpenick renoverades och byggdes ut 2013.

Föreningens största framgång efter 1989 kom när man nådde finalen i DFB-pokal 2001. Finalen spelades på Berlins Olympiastadion mot Schalke 04 som vann med 2-0. För Union innebar finalplatsen europacupspel. Samma år kvalificerade man sig för första gången för spel i 2. Bundesliga. Union degraderades efter säsongen 2003/04 då laget bara nådde den 17:e platsen.
2009 kvalificerade laget sig för 2. Bundesliga som seriesegrare i 3. Liga. 
En kontroversiell händelse i klubben inträffade år 2011 när det blev allmänt känd att klubbpresidenten Dirk Zingler hade varit medlem av vaktregimentet Feliks Dzierzynski i tre år under sin militärtjänstgöring. Dirk Zingler hade bara två år tidigare avslutat ett sponsorsavtal med företaget International Sport Promotion (ISP) på grund av att ordföranden i företagets styrelse hade varit Stasiofficer. Vaktregimentet Feliks Dzierzynski var den paramilitära grenen inom Stasi. Dirk Zingler har förklarat att han endast hade försökt att tillbringa sin militärtjänst i Berlin och att han på förhand inte kände till att regementet tillhörde Stasi. Vaktregimentet Feliks Dzierzynski var dock ett elitförband. Det var inte möjligt att ansöka om att få göra sin militärtjänstgöring vid regementet. Stasi valde själva ut vilka de ansåg lämpliga att tjänstgöra med regementet. Regementet tog bara in soldater som ansågs "lojala mot linjen".
2019 nådde klubben sin största framgång någonsin. Efter en tredjeplats i 2. Bundesliga besegrades VfB Stuttgart i kvalet och 1. FC Union Berlin tog för första gången steget upp i Bundesliga. Uppflyttningen säkrades med hjälp av bortamålsregeln efter 2-2 i Stuttgart och 0-0 hemma.
I laget spelade bland annat den svenske landslagsspelaren Sebastian Andersson 2018-20, och han blev historisk när han den 23 augusti 2019 gjorde 1-1 borta mot FC Augsburg, vilket var klubbens första mål någonsin i Bundesliga. Redan efter andra säsongen i Bundesliga där Union slutade på sjunde platsen fick laget kvalspela (huvudrundan) för den nyskapade Uefa Europa Conference League 2021/2022. Efter avancemang nåddes en tredje plats i gruppspelet. Ett år senare spelade Union efter en femte plats i Bundesliga gruppspel i Uefa Europa League och fortsatte efter framgångsrikt spel i sextondelsfinalen där Ajax Amsterdam besegrades. I åttondelsfinalen ställdes Union Berlin mot Royale Union Saint-Gilloise från Belgien och laget förlorade sammanlagd med 3–6. I september 2022 nådde manskapet efter sex spelade matcher för första gången första platsen i Bundesliga. Med en fjärde plats efter hela säsongen är Union kvalificerad för gruppspelet i Uefa Champions League 2023/2024.

## Meriter

### Nationellt
- Segrare DDR-Liga Nord: 2

1966, 1970
- Segrare DDR-Liga B: 5

1974, 1975, 1976, 1981, 1982
- Segrare DDR-Liga A: 2

1985, 1991
- Segrare 3. Liga: 1

2009
- Östtyska cupmästare: 1

1968

### Regionalt
- Segrare Berlin/Brandenburg-mästerskapet: 2

1920, 1923
- Segrare Gauliga Berlin-Brandenburg: 1

1940
- Segrare NOFV-Oberliga Mitte: 3

1992, 1993, 1994
- Segrare Regionalliga Nordost: 2

1996, 2000
- Segrare Regionalliga Nord: 1

2001
- Segrare NOFV-Oberliga Nord: 1

2006
- Segrare Berlin Cup: 5

1947, 1948, 1994, 2007, 2009

## Spelare

### Truppen
| 1  | Danmark  | Frederik Rønnow    | 4 augusti 1992    | Eintracht Frankfurt (-21) |
| 12 | Tyskland | Carl Klaus         | 16 januari 1994   | Nürnberg (-24)            |
| 37 | Tyskland | Alexander Schwolow | 2 juni 1992       | Hertha Berlin (-23)       |
| 39 | Tyskland | Yannic Stein       | 17 september 2004 | 1. FC Union Berlin        |

| 2  | Tyskland      | Kevin Vogt          | 23 september 1991 | 1899 Hoffenheim (-24)   |
| 3  | Tyskland      | Paul Jaeckel        | 22 juli 1998      | Greuther Fürth (-21)    |
| 4  | Portugal      | Diogo Leite         | 23 januari 1999   | Porto (-22)             |
| 5  | Nederländerna | Danilho Doekhi      | 30 juni 1998      | Vitesse (-22)           |
| 6  | Tyskland      | Robin Gosens        | 5 juli 1994       | Inter (-23)             |
| 14 | Österrike     | Leopold Querfeld    | 20 december 2003  | Rapid Wien (-24)        |
| 15 | Tyskland      | Tom Rothe           | 29 oktober 2004   | Borussia Dortmund (-24) |
| 18 | Kroatien      | Josip Juranović     | 16 augusti 1995   | Celtic (-23)            |
| 26 | Guadeloupe    | Jérôme Roussillon   | 6 januari 1993    | Wolfsburg (-23)         |
| 28 | Österrike     | Christopher Trimmel | 24 februari 1987  | Rapid Wien (-14)        |

| 8  | Tyskland  | Rani Khedira     | 27 januari 1994  | Augsburg (-21)            |
| 13 | Ungern    | András Schäfer   | 13 april 1999    | DAC Dunajská Streda (-22) |
| 19 | Tyskland  | Janik Haberer    | 2 april 1994     | Freiburg (-22)            |
| 20 | Slovakien | László Bénes     | 9 september 1997 | Hamburg (-24)             |
| 21 | Tyskland  | Tim Skarke       | 7 september 1996 | Darmstadt (-22)           |
| 29 | Frankrike | Lucas Tousart    | 29 april 1997    | Hertha Berlin (-23)       |
| 36 | Tyskland  | Aljoscha Kemlein | 2 augusti 2004   | 1. FC Union Berlin        |

| 7  | Belgien         | Yorbe Vertessen     | 8 januari 2001  | PSV (-24)             |
| 9  | Kroatien        | Ivan Prtajin        | 14 maj 1996     | Wehen Wiesbaden (-24) |
| 10 | Tyskland        | Kevin Volland       | 30 juli 1992    | Monaco (-23)          |
| 11 | Elfenbenskusten | Chris Bedia         | 5 mars 1996     | Servette (-24)        |
| 16 | Tyskland        | Benedict Hollerbach | 17 maj 2001     | Wehen Wiesbaden (-23) |
| 17 | USA             | Jordan Pefok        | 26 april 1996   | Young Boys (-22)      |
| 45 | Tyskland        | David Preu          | 26 oktober 2004 | 1. FC Union Berlin    |

### Utlånade spelare
| Nr | Land     | Pos | Namn                                                       |
| -- | -------- | --- | ---------------------------------------------------------- |
|    | Tjeckien | MF  | Alex Král (i Espanyol till 30 juni 2025)                   |
|    | Tyskland | MV  | Lennart Grill (i Eintracht Braunschweig till 30 juni 2025) |

| Nr | Land    | Pos | Namn                                        |
| -- | ------- | --- | ------------------------------------------- |
|    | Turkiet | MF  | Livan Burcu (i Magdeburg till 30 juni 2023) |

### Kända spelare
- Robert Huth
- Sergej Barbarez
- Jörg Heinrich
- Torsten Mattuschka
- Marko Rehmer